# Гелициды
Гелици́ды, или хелици́ды (лат. Helicidae) — семейство наземных стебельчатоглазых брюхоногих моллюсков из надсемейства Helicoidea.

## Распространение
Встречаются всемирно, за исключением крайне суровых районов Евразии и Северной Америки, а также Антарктиды.

## Описание
Представители семейства носят на себе спиральную, шаровидную или в разной степени уплощённую раковину, диаметром достигающую от 9 до 50 мм.

## Экология
Это наземные моллюски, преимущественно населяющие лесные участки, иногда поднимаются на деревья. В засушливое время и на зиму закапываются в землю.

## Окаменелости
Найденные окаменелые останки датируются поздним мезозоем.

## Систематика
Ранее в состав семейства включалось ныне отдельное семейство гигромииды (Hygromiidae).
- семейство: Helicidae
  - подсемейство: Ariantinae
    - род: Arianta Leach in Turton, 1831
    - род: Campylaeopsis Sturany & Wagner, 1914
    - род: Causa Schileyko, 1971
    - род: Chilostoma Fitzinger, 1833
    - род: Cylindrus Fitzinger, 1833
    - род: Delphinatia Hesse, 1931
    - род: Dinarica Kobelt, 1902
    - род: Drobacia Brusina, 1904
    - род: Faustina Kobelt, 1904
    - род: Helicigona A. Férussac, 1821
    - род: Isognomostoma Fitzinger, 1833
    - род: Kosicia Brusina, 1904
    - род: Thiessea Kobelt, 1904
    - род: Vidovicia Brusina, 1904

  - подсемейство: Helicinae
    - род: Alabastrina Kobelt, 1904
    - род: Allognathus
    - род: Allognatus Pilsbry, 1888
    - род: Assyriella P. Hesse, 1909
    - род: Atlasica Pallary, 1917
    - род: Cantareus Risso, 1826
    - род: Caucasotachea C. Boettger, 1909
    - род: Cepaea Held, 1838
    - род: Codringtonia Kobelt, 1898
    - род: Cornu Burn, 1778
    - род: Cryptomphalus Charpentier, 1837
    - род: Dupotetia
    - род: Eobania Hesse, 1913
    - род: Eremina L. Pfeiffer, 1855
    - род: Helix Linnaeus, 1758
    - род: Hemicycla Swainson, 1840
    - род: Hessea C. Boettger, 1911
    - род: Iberus Montfort, 1810
    - род: Idiomela T. Cockerell, 1921
    - род: Isaurica Kobelt, 1901
    - род: Lampadia Albers, 1854
    - род: Levantina Kobelt, 1871
    - род: Loxana Bourguignat, 1898
    - род: Macularia Albers, 1850
    - род: Marmorana W. Hartmann, 1844
    - род: Massylaea Moellendorff, 1898
    - род: Maurohelix Hesse, 1917
    - род: Murella L. Pfeiffer, 1877
    - род: Otala Schumacher, 1817
    - род: Pseudotachea C. Boettger, 1909
    - род: Rossmaessleria Hesse, 1907
    - род: Tacheocampylaea L. Pfeiffer, 1817
    - род: Tacheopsis C. Boettger, 1909
    - род: Tingitana Pallary, 1918
    - род: Tyrrhenaria P. Hesse, 1918
    - род: Tyrrheniberus Kobelt, 1904

  - подсемейство: Euparyphinae
    - род: Theba Risso, 1826